# بريان نوري
بريان نوري (بالإنجليزية: Bryan Norrie)‏ هو لاعب دوري الرغبي أسترالي، ولد في 14 أكتوبر 1983 في فوربس ‏ في أستراليا.